# Henophyton zygarrhenum
Henophyton zygarrhenum là một loài thực vật có hoa trong họ Cải. Loài này được (Marie) Gomez-Campo mô tả khoa học đầu tiên năm 1998.